# 查爾斯·達洛
查爾斯·布萊斯·達洛（英語：Charles Brace Darrow，1889年8月10日—1967年8月28日）是一名美國桌遊設計師，被認為是棋盤遊戲地產大亨的發明者。雖然這個遊戲的最初想法來自於莉茲·瑪姬的地主遊戲，但後來遊戲的出版公司帕克兄弟稱買下遊戲版權的達洛是發明者。

## 個人生活
達洛原為大蕭條時期費城日耳曼敦的一名家用加熱器銷售員（他所居住的日耳曼敦部分地區現在被稱為芒特艾里）。他所居住的房子現在仍然在西景街40號。雖然達洛最後將他的地產大亨版本賣給帕克兄弟公司，聲稱這是他自己的發明，但現代歷史學家認為達洛只是該遊戲的最終開發者之一。

## 地產大亨
地產大亨是一種棋盤遊戲，主要是收購虛構的房地產所有權，其中融入了機會因素。1929年股市崩盤後，達洛失去了在一家銷售公司的工作，他做過各種零工。看到他的鄰居和熟人在玩一種棋盤遊戲，遊戲的目的是購買和出售財產，他決定在他的長子威廉和他的妻子埃斯特的幫助下出版自己的遊戲版本。達洛以「壟斷」（Monopoly）為名推銷他的遊戲版本。1970年，在達洛去世三年後，大西洋城在靠近公園廣場一角的木板路上放置了一個紀念牌匾以紀念他。
事實上，達洛只是美國中西部和東岸的許多人之一，他們一直在玩一種購買和交易財產的遊戲。該遊戲的原型是美國左翼女性主義者莉茲·瑪姬發明的「地主遊戲」。這個遊戲被大學教授和他們的學生使用，另一個變體叫做「迷人的金融遊戲」，於1932年在中西部出版。從那以後，這個遊戲又回到東部，它在賓夕法尼亞州一直很流行，並在紐澤西州大西洋城的一群貴格會成員中流行起來。查爾斯·托德（Charles Todd）教達洛玩這個遊戲，他曾在大西洋城玩過這個遊戲，在那裡它被定制了該城市的街道和財產名稱。
2004年，PBS的《History Detectives》節目調查了德拉瓦州雅頓的羅恩·賈瑞爾（Ron Jarrell）擁有的一塊遊戲板，它同時具有「地主遊戲」和「地產大亨」的元素。調查人員得出結論，這個遊戲板有「將地主遊戲和地產大亨聯繫在一起的關鍵因素」。
達洛家族最初是在柔軟的圓形油布上製作遊戲套裝，而不是在剛性的方形紙盒上。查爾斯用繪圖筆畫出房產的設計圖，他的兒子和妻子用顏色填滿了空間，並製作產權契約卡以及機會和公益金卡。在這些第一輪棋盤上，達洛包括了一些後來「地產大亨」中著名的圖標（實際上是由一位受僱的圖形藝術家為他設計的），如「Go」的大紅色箭頭、鐵路空格上的黑色火車頭、「水廠」的水龍頭、「電力公司」的燈泡以及「機會」空格上的問號。達洛隨後在1933年獲得該遊戲的版權。他製作的下一個已知的版本是在油布方格上印刷的「板」，並有手工著色的細節。

### 地產大亨剽竊事件
達洛聲稱是地產大亨是他自己的創意，並表示他是在地下室中發明了這個遊戲。莉茲·瑪姬隨後公開表達反對，並透露她從這項發明中僅賺了500美元，且未獲得《地產大亨》創造的任何榮譽。
1936年1月，瑪姬接受了華盛頓特區一家報紙的採訪，批評派克兄弟公司。瑪姬向記者講述了《地產大亨》和《地主遊戲》之間的相似之處。報導指出，瑪姬製作她的遊戲花費了比她從中獲得的收入更多的錢，尤其是《地產大亨》被創造後她並未獲得應有的榮譽。受訪後，派克兄弟公司同意發行她的另外兩款遊戲，但仍將遊戲的創造功勞歸於達洛。
1973年，舊金山州立大學的經濟學教授雷夫·阿斯帕製作了類似於「地產大亨」的遊戲「反壟斷」，派克兄弟公司因此起訴了他。由於達洛一直被認為是《地產大亨》的發明者，直到對抗派克兄弟公司的法律纏訟中，阿斯帕研究了《地產大亨》的歷史，發現達洛其實是從朋友那裡得知了這款遊戲，卻將其發明歸功自己，並發現了瑪姬對地主遊戲的專利權。在長達十年的訴訟中，第九巡迴上訴法院發現達洛直接從查爾斯·托德製作的遊戲中抄襲了規則。隨後，人們對瑪姬發明《地主遊戲》給予了更多關注和研究。儘管達洛和派克兄弟公司從瑪姬的創意中獲利，並且歸功於自己，但瑪姬在死後終於獲得了這款最受歡迎桌遊之一的榮譽。

## 商業銷售
到了1934年，達洛開始把遊戲印在紙板上，並把副本裝在長長的白色盒子裡賣給費城的沃納梅克百貨公司。當年晚些時候，達羅首先向米爾頓·布拉德利公司展示了他的遊戲，後者最初拒絕了，後來又向帕克兄弟展示。
達洛將銷售收入再投資於小型套裝，用黑色紙板箱出售，棋盤與套裝分開出售。在達洛開始接受其他費城百貨公司的訂單後，帕克兄弟重新考慮購買該遊戲的版權。
帕克兄弟通過談判從達洛獲得了大規模生產該遊戲的權利。達洛於1935年申請並獲得該遊戲的美國專利第2,026,082号，帕克兄弟公司獲得了該專利。在一年內，該遊戲每週生產20,000套。「地產大亨」成為當年美國最暢銷的棋盤遊戲，並使達洛成為歷史上第一個百萬富翁遊戲設計師。
帕克兄弟還將達洛宣傳為該遊戲的唯一發明者，儘管後來的研究表明，瑪姬、傑西·雷福德（Jesse Raiford）、露絲·霍斯金斯（Ruth Hoskins）、路易斯和費迪南·圖恩夫婦（Louis and Ferdinand Thun）以及丹尼爾·萊曼（Daniel Layman）等人共同負責了該遊戲的許多或所有重要元素。達洛的貢獻是遊戲的視覺外觀和角落空間上標誌性的卡通式插圖。他還規範了房屋和旅館的數量（32比12，儘管在他的油布版本中是42比10）。
一張查爾斯·達洛的照片和他的名字出現在帕克兄弟1936年版權的股票交易遊戲「牛熊」（Bulls and Bears）上。達洛被當作「名人代言人」，儘管他並沒有創造這個遊戲。

## 晚年生活
1957年，達洛作為一個神秘挑戰者出現在電視節目《To Tell the Truth》中。
1967年8月28日，達洛在賓夕法尼亞州巴克斯郡的家中去世，享年78歲。

## 外部連結
- Article covering court battle over Monopoly，存档于（存檔日期 October 25, 2004）
- Early history of Monopoly，存档于（存檔日期 January 29, 2009）
- "From Berks to Boardwalk"，存档于（存檔日期 December 10, 2008）－看看賓夕法尼亞州伯克郡的居民對成為地產大亨的遊戲的早期發展所產生的影響。
- 在Find a Grave上的查爾斯·達洛